# Bastillens Offer
Bastillens Offer er en amerikansk stumfilm fra 1911 af William J. Humphrey.

## Medvirkende
- Maurice Costello som Sydney Carton
- Florence Turner som Lucie Manette
- Charles Kent som Dr. Manette
- Leo Delaney som Darnay
- William Shea som Jarvis Lorry